# Puerto Cabezas

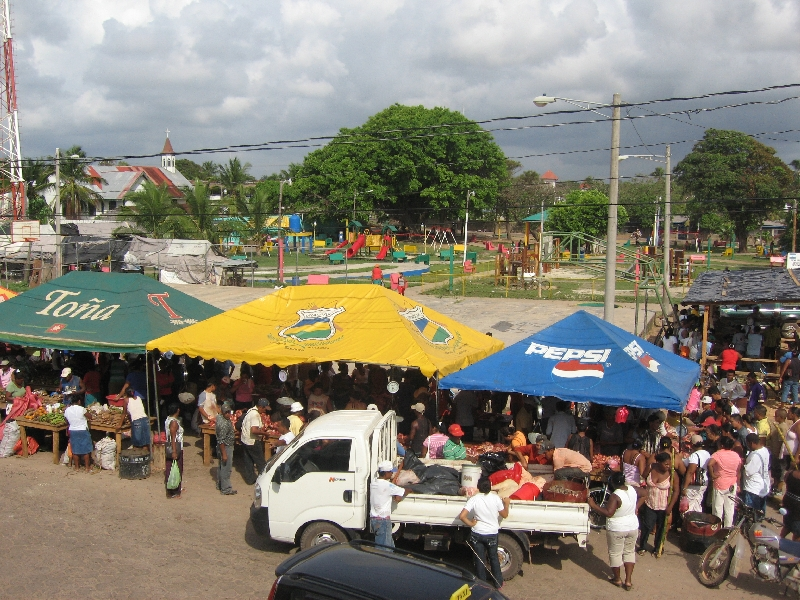
Markt in Bilwi

Puerto Cabezas, Bilwi  is een havenstad aan de Caraïbische Zee en de hoofdstad van Costa Caribe Norte, een autonome regio van Nicaragua. De gemeente Puerto Cabezas had in 2015 110.000 inwoners, waarvan ongeveer zestig procent in urbaan gebied (área de residencia urbano) woont.

## Geschiedenis
De stad werd in 1929 gesticht en naar generaal Rigoberto Cabezas vernoemd. Deze generaal had in de 19e eeuw een belangrijke rol in het toevoegen van de Miskitokust aan het Nicaraguaanse grondgebied. In 1961 speelde de stad een belangrijke rol in de voorbereidingen op de Invasie in de Varkensbaai.
Sinds 1996 heet de stad officieel Bilwi, terwijl de gemeente Puerto Cabezas blijft heten. In het algemene spraakgebruik worden beide namen echter als synoniem gebruikt.

## Geografie
De gemeente heeft een oppervlakte van 5.985 km² en met een inwoneraantal van 101.000 bedraagt de bevolkingsdichtheid 17 inwoners per vierkante kilometer. De afstand tot de hoofdstad Managua is 536 km.

### Bestuurlijke indeling
Puerto Cabezas is opgedeeld in 22 buurten binnen het stedelijk gebied en 63 landelijke gemeenschappen die verdeeld zijn in vier sectoren.

### Aangrenzende gemeenten
| Aangrenzende gemeenten | Aangrenzende gemeenten | Aangrenzende gemeenten | Aangrenzende gemeenten | Aangrenzende gemeenten |
| ---------------------- | ---------------------- | ---------------------- | ---------------------- | ---------------------- |
|                        |                        | Waspán                 |                        |                        |
|                        |                        |                        |                        |                        |
| Rosita                 |                        |                        |                        |                        |
|                        |                        |                        |                        |                        |
|                        |                        | Prinzapolka            |                        |                        |

### Klimaat
Puerto Cabezas heeft een moessonklimaat, een zogenaamd Am-klimaat volgens het klimaatsysteem van Köppen, net als een groot deel van de oostkust van Nicaragua. Vanaf februari tot mei is er een relatief droge periode en alleen in maart en april valt er minder dan 60 mm neerslag. De gemiddelde temperatuur door het hele jaar verschilt tussen de 24 en 30°C.
| Maand                                   | jan   | feb  | mrt  | apr  | mei   | jun   | jul   | aug   | sep   | okt   | nov   | dec   | Jaar  |
| --------------------------------------- | ----- | ---- | ---- | ---- | ----- | ----- | ----- | ----- | ----- | ----- | ----- | ----- | ----- |
| Gemiddeld maximum (°C)                  | 29,7  | 29,7 | 30,5 | 31,3 | 31,8  | 31,4  | 30,8  | 31,2  | 31,2  | 31,6  | 30,8  | 29,7  | 30,8  |
| Gemiddelde temperatuur (°C)             | 25,0  | 24,5 | 26,5 | 27,2 | 27,8  | 27,5  | 27,1  | 27,1  | 27,0  | 26,3  | 25,8  | 25,4  | 26,3  |
| Gemiddeld minimum (°C)                  | 18,8  | 18,6 | 19,8 | 20,9 | 21,8  | 22,0  | 21,9  | 22,0  | 22,2  | 21,6  | 20,8  | 19,6  | 20,8  |
|                                         |       |      |      |      |       |       |       |       |       |       |       |       |       |
| Neerslag (mm)                           | 148,0 | 83,0 | 48,0 | 54,0 | 183,0 | 378,0 | 414,0 | 370,0 | 303,0 | 338,0 | 278,0 | 202,0 | 2.799 |
| Bron: Hong Kong Observatory (1971-1990) |       |      |      |      |       |       |       |       |       |       |       |       |       |

## Stedenbanden
Puerto Cabezas heeft stedenbanden met:
- Burlington (Verenigde Staten), sinds 1984[7]
- Luleå (Zweden)[8]
- Manchester (Verenigd Koninkrijk)